# Marks härads valkrets
Marks härads valkrets var vid riksdagsvalen till andra kammaren 1866–1908 en egen valkrets med ett mandat och omfattade Marks härad i Älvsborgs län. Valkretsen avskaffades vid övergången till proportionellt valsystem i valet 1911, då området uppgick i Älvsborgs läns södra valkrets.

## Riksdagsmän
- Eric Andersson, lmp (1867–1868)
- Peter Åkerlund, lmp (1869)
- Olof Hallin (1870–1872)
- August Börjesson, lmp (1873–1881)
- Gustaf Janson, lmp 1882–1887, nya lmp 1888–1891 (1882–1891)
- Johannes Erikson, nya lmp (1892–1893)
- Carl Gustaf Engström, nya lmp (1894)
- Axel Natt och Dag, lmp (1895–1896)
- Nils Anderson, lmp (1897–1899)
- Hjalmar Hallin, lmp (1900–1911)

## Valresultat

### 1887 I
| Andrakammarvalet i Sverige 1887 I: Marks härads valkrets | Andrakammarvalet i Sverige 1887 I: Marks härads valkrets | Andrakammarvalet i Sverige 1887 I: Marks härads valkrets | Andrakammarvalet i Sverige 1887 I: Marks härads valkrets | Andrakammarvalet i Sverige 1887 I: Marks härads valkrets |
| Kandidat                                                 | Kandidat                                                 | Röster                                                   | Röster                                                   | Röster                                                   |
| Kandidat                                                 | Kandidat                                                 | Antal                                                    | %                                                        | +− %                                                     |
| -------------------------------------------------------- | -------------------------------------------------------- | -------------------------------------------------------- | -------------------------------------------------------- | -------------------------------------------------------- |
|                                                          | Gustaf Janson (prot.)                                    | 43                                                       | 89,6                                                     |                                                          |
|                                                          | Johan Schmidt (frih.)                                    | 4                                                        | 8,3                                                      |                                                          |
|                                                          | August Börjesson                                         | 1                                                        | 2,1                                                      |                                                          |
| Antal giltiga röster                                     | Antal giltiga röster                                     | 48                                                       |                                                          |                                                          |
| Kasserade röster                                         | Kasserade röster                                         | 0                                                        |                                                          |                                                          |
| Totalt                                                   | Totalt                                                   | 48                                                       |                                                          |                                                          |

Valet ägde rum den 27 april 1887. Valdeltagandet var 20,5% vid valet av elektorerna som sedan valde riksdagsmannen.

### 1887 II
| Andrakammarvalet i Sverige 1887 II: Marks härads valkrets | Andrakammarvalet i Sverige 1887 II: Marks härads valkrets | Andrakammarvalet i Sverige 1887 II: Marks härads valkrets | Andrakammarvalet i Sverige 1887 II: Marks härads valkrets | Andrakammarvalet i Sverige 1887 II: Marks härads valkrets |
| Kandidat                                                  | Kandidat                                                  | Röster                                                    | Röster                                                    | Röster                                                    |
| Kandidat                                                  | Kandidat                                                  | Antal                                                     | %                                                         | +− %                                                      |
| --------------------------------------------------------- | --------------------------------------------------------- | --------------------------------------------------------- | --------------------------------------------------------- | --------------------------------------------------------- |
|                                                           | Gustaf Janson (NL)                                        | 46                                                        | 95,8                                                      | ▲6,2                                                      |
|                                                           | Johan Schmidt (frih.)                                     | 2                                                         | 4,2                                                       | ▼4,1                                                      |
| Antal giltiga röster                                      | Antal giltiga röster                                      | 48                                                        |                                                           |                                                           |
| Kasserade röster                                          | Kasserade röster                                          | 0                                                         |                                                           |                                                           |
| Totalt                                                    | Totalt                                                    | 48                                                        |                                                           |                                                           |

Valet ägde rum den 27 september 1887. Valdeltagandet var 14,3% vid valet av elektorerna som sedan valde riksdagsmannen.

### 1890
| Andrakammarvalet i Sverige 1890: Marks härads valkrets | Andrakammarvalet i Sverige 1890: Marks härads valkrets | Andrakammarvalet i Sverige 1890: Marks härads valkrets | Andrakammarvalet i Sverige 1890: Marks härads valkrets | Andrakammarvalet i Sverige 1890: Marks härads valkrets |
| Kandidat                                               | Kandidat                                               | Röster                                                 | Röster                                                 | Röster                                                 |
| Kandidat                                               | Kandidat                                               | Antal                                                  | %                                                      | +− %                                                   |
| ------------------------------------------------------ | ------------------------------------------------------ | ------------------------------------------------------ | ------------------------------------------------------ | ------------------------------------------------------ |
|                                                        | Gustaf Janson (NL)                                     | 42                                                     | 95,5                                                   | ▼0,3                                                   |
|                                                        | Albert Evers (prot.)                                   | 2                                                      | 4,5                                                    |                                                        |
| Antal giltiga röster                                   | Antal giltiga röster                                   | 44                                                     |                                                        |                                                        |
| Kasserade röster                                       | Kasserade röster                                       | 0                                                      |                                                        |                                                        |
| Totalt                                                 | Totalt                                                 | 44                                                     |                                                        |                                                        |

Valet ägde rum den 21 augusti 1890. Valdeltagandet var 14,2% vid valet av elektorerna som sedan valde riksdagsmannen.

### 1893
| Andrakammarvalet i Sverige 1893: Marks härads valkrets | Andrakammarvalet i Sverige 1893: Marks härads valkrets | Andrakammarvalet i Sverige 1893: Marks härads valkrets | Andrakammarvalet i Sverige 1893: Marks härads valkrets | Andrakammarvalet i Sverige 1893: Marks härads valkrets |
| Kandidat                                               | Kandidat                                               | Röster                                                 | Röster                                                 | Röster                                                 |
| Kandidat                                               | Kandidat                                               | Antal                                                  | %                                                      | +− %                                                   |
| ------------------------------------------------------ | ------------------------------------------------------ | ------------------------------------------------------ | ------------------------------------------------------ | ------------------------------------------------------ |
|                                                        | Carl Gustaf Engström (NL)                              | 24                                                     | 63,1                                                   |                                                        |
|                                                        | Anders Henriksson (prot.)                              | 12                                                     | 31,6                                                   |                                                        |
|                                                        | Övriga kandidater                                      | 2                                                      | 5,3                                                    |                                                        |
| Antal giltiga röster                                   | Antal giltiga röster                                   | 38                                                     |                                                        |                                                        |
| Kasserade röster                                       | Kasserade röster                                       | 0                                                      |                                                        |                                                        |
| Totalt                                                 | Totalt                                                 | 38                                                     |                                                        |                                                        |

Valet ägde rum den 21 september 1893. Valdeltagandet var 13,7% vid valet av elektorerna som sedan valde riksdagsmannen.

### 1896
| Andrakammarvalet i Sverige 1896: Marks härads valkrets | Andrakammarvalet i Sverige 1896: Marks härads valkrets | Andrakammarvalet i Sverige 1896: Marks härads valkrets | Andrakammarvalet i Sverige 1896: Marks härads valkrets | Andrakammarvalet i Sverige 1896: Marks härads valkrets |
| Kandidat                                               | Kandidat                                               | Röster                                                 | Röster                                                 | Röster                                                 |
| Kandidat                                               | Kandidat                                               | Antal                                                  | %                                                      | +− %                                                   |
| ------------------------------------------------------ | ------------------------------------------------------ | ------------------------------------------------------ | ------------------------------------------------------ | ------------------------------------------------------ |
|                                                        | Nils Anderson (L, prot.)                               | 30                                                     | 69,8                                                   |                                                        |
|                                                        | August Larsson                                         | 7                                                      | 16,3                                                   |                                                        |
|                                                        | Anders Henriksson (prot.)                              | 3                                                      | 7,0                                                    | ▼24,6                                                  |
|                                                        | Edvin Håkansson                                        | 2                                                      | 4,6                                                    |                                                        |
|                                                        | Övriga kandidater                                      | 1                                                      | 2,3                                                    |                                                        |
| Antal giltiga röster                                   | Antal giltiga röster                                   | 43                                                     |                                                        |                                                        |
| Kasserade röster                                       | Kasserade röster                                       | 0                                                      |                                                        |                                                        |
| Totalt                                                 | Totalt                                                 | 43                                                     |                                                        |                                                        |

Valet ägde rum den 8 september 1896. Valdeltagandet var 13,1% vid valet av 45 elektorer som sedan valde riksdagsmannen. 2 deltog dock inte.

### 1899
| Andrakammarvalet i Sverige 1899: Marks härads valkrets | Andrakammarvalet i Sverige 1899: Marks härads valkrets | Andrakammarvalet i Sverige 1899: Marks härads valkrets | Andrakammarvalet i Sverige 1899: Marks härads valkrets | Andrakammarvalet i Sverige 1899: Marks härads valkrets |
| Kandidat                                               | Kandidat                                               | Röster                                                 | Röster                                                 | Röster                                                 |
| Kandidat                                               | Kandidat                                               | Antal                                                  | %                                                      | +− %                                                   |
| ------------------------------------------------------ | ------------------------------------------------------ | ------------------------------------------------------ | ------------------------------------------------------ | ------------------------------------------------------ |
|                                                        | Hjalmar Hallin                                         | 28                                                     | 62,2                                                   |                                                        |
|                                                        | August Larsson                                         | 11                                                     | 24,5                                                   | ▲8,2                                                   |
|                                                        | Johannes Thorin                                        | 4                                                      | 8,9                                                    |                                                        |
|                                                        | Övriga kandidater                                      | 2                                                      | 4,4                                                    |                                                        |
| Antal giltiga röster                                   | Antal giltiga röster                                   | 45                                                     |                                                        |                                                        |
| Kasserade röster                                       | Kasserade röster                                       | 0                                                      |                                                        |                                                        |
| Totalt                                                 | Totalt                                                 | 45                                                     |                                                        |                                                        |

Valet ägde rum den 4 september 1899. Valdeltagandet var 11,7% vid valet av 46 elektorer som sedan valde riksdagsmannen. 1 deltog dock inte.

### 1902
| Andrakammarvalet i Sverige 1902: Marks härads valkrets | Andrakammarvalet i Sverige 1902: Marks härads valkrets | Andrakammarvalet i Sverige 1902: Marks härads valkrets | Andrakammarvalet i Sverige 1902: Marks härads valkrets | Andrakammarvalet i Sverige 1902: Marks härads valkrets |
| Kandidat                                               | Kandidat                                               | Röster                                                 | Röster                                                 | Röster                                                 |
| Kandidat                                               | Kandidat                                               | Antal                                                  | %                                                      | +− %                                                   |
| ------------------------------------------------------ | ------------------------------------------------------ | ------------------------------------------------------ | ------------------------------------------------------ | ------------------------------------------------------ |
|                                                        | Hjalmar Hallin                                         | 31                                                     | 66,0                                                   | ▲3,8                                                   |
|                                                        | Karl Börjesson (liberal)                               | 15                                                     | 31,9                                                   |                                                        |
|                                                        | Övriga kandidater                                      | 1                                                      | 2,1                                                    |                                                        |
| Antal giltiga röster                                   | Antal giltiga röster                                   | 47                                                     |                                                        |                                                        |
| Kasserade röster                                       | Kasserade röster                                       | 0                                                      |                                                        |                                                        |
| Totalt                                                 | Totalt                                                 | 47                                                     |                                                        |                                                        |

Valet ägde rum den 12 september 1902. Valdeltagandet var 10,5% vid valet av 47 elektorer som sedan valde riksdagsmannen.

### 1905
| Andrakammarvalet i Sverige 1905: Marks härads valkrets | Andrakammarvalet i Sverige 1905: Marks härads valkrets | Andrakammarvalet i Sverige 1905: Marks härads valkrets | Andrakammarvalet i Sverige 1905: Marks härads valkrets | Andrakammarvalet i Sverige 1905: Marks härads valkrets |
| Kandidat                                               | Kandidat                                               | Röster                                                 | Röster                                                 | Röster                                                 |
| Kandidat                                               | Kandidat                                               | Antal                                                  | %                                                      | +− %                                                   |
| ------------------------------------------------------ | ------------------------------------------------------ | ------------------------------------------------------ | ------------------------------------------------------ | ------------------------------------------------------ |
|                                                        | Hjalmar Hallin                                         | 366                                                    | 81,1                                                   | ▲15,1                                                  |
|                                                        | Svante Gustafsson                                      | 68                                                     | 15,1                                                   |                                                        |
|                                                        | Övriga kandidater                                      | 17                                                     | 3,8                                                    |                                                        |
| Antal giltiga röster                                   | Antal giltiga röster                                   | 451                                                    |                                                        |                                                        |
| Kasserade röster                                       | Kasserade röster                                       | 0                                                      |                                                        |                                                        |
| Totalt                                                 | Totalt                                                 | 451                                                    |                                                        |                                                        |

Valet ägde rum den 9 september 1905. Valdeltagandet var 27,8%.

### 1908
| Andrakammarvalet i Sverige 1908: Marks härads valkrets | Andrakammarvalet i Sverige 1908: Marks härads valkrets | Andrakammarvalet i Sverige 1908: Marks härads valkrets | Andrakammarvalet i Sverige 1908: Marks härads valkrets | Andrakammarvalet i Sverige 1908: Marks härads valkrets |
| Kandidat                                               | Kandidat                                               | Röster                                                 | Röster                                                 | Röster                                                 |
| Kandidat                                               | Kandidat                                               | Antal                                                  | %                                                      | +− %                                                   |
| ------------------------------------------------------ | ------------------------------------------------------ | ------------------------------------------------------ | ------------------------------------------------------ | ------------------------------------------------------ |
|                                                        | Hjalmar Hallin                                         | 393                                                    | 67,5                                                   | ▼13,6                                                  |
|                                                        | Närmaste kandidat                                      | 178                                                    | 30,6                                                   |                                                        |
|                                                        | Övriga kandidater                                      | 11                                                     | 1,9                                                    |                                                        |
| Antal giltiga röster                                   | Antal giltiga röster                                   | 582                                                    |                                                        |                                                        |
| Kasserade röster                                       | Kasserade röster                                       | 8                                                      |                                                        |                                                        |
| Totalt                                                 | Totalt                                                 | 590                                                    |                                                        |                                                        |

Valet ägde rum den 6 september 1908. Valdeltagandet var 32,6%.